# セザンヌと過ごした時間
『セザンヌと過ごした時間』（セザンヌとすごしたじかん、Cézanne et moi）は2016年のフランスの伝記映画。
監督はダニエル・トンプソン、出演はギヨーム・カネとギヨーム・ガリエンヌなど。
「近代絵画の父」と称されるポール・セザンヌと自然主義文学を代表する文豪エミール・ゾラの長年にわたる友情を描いている。
セザンヌ没後110年を記念して製作された作品である。

## ストーリー
セザンヌとゾラが、10代前半から長年にわたる友情を育みながらも、40代後半で絶縁に至るまでの経緯と「その後」を描いている。
2人が絶縁したのは、ゾラがセザンヌをモデルに執筆したとされる小説『制作』を1886年に発表したことが原因とされているが、脚本を執筆したダニエル・トンプソン監督は2人がその後も密かに会っていたとする仮説を立て、1888年にゾラの別荘をセザンヌが訪れて再会するシーンから映画は始まる。なお、1887年にセザンヌが「君に会いに行くつもりだ」と書いたゾラ宛の書簡が2014年に発見されたことで、絶縁したとされる1886年以降も2人が会っていた可能性が出てきたが、2014年の時点でトンプソン監督は脚本を既に書き上げていた。

## キャスト
- エミール・ゾラ: ギヨーム・カネ - 貧しい移民の家庭に生まれた作家。
- ポール・セザンヌ: ギヨーム・ガリエンヌ - 裕福な銀行家の息子である画家。
- アレクサンドリーヌ・ゾラ（フランス語版）: アリス・ポル（フランス語版） - エミールの妻。
- オルタンス・セザンヌ（フランス語版）: デボラ・フランソワ - ポールの絵のモデル。のちに妻に。
- アンヌ＝エリザベート・セザンヌ: サビーヌ・アゼマ - ポールの母。
- ルイ＝オーギュスト・セザンヌ: ジェラール・メラン（フランス語版） - ポールの父。成り上がりの銀行家。
- エミリー・ゾラ: イザベル・カンドリエ（フランス語版） - エミールの母。
- ジャンヌ（フランス語版）: フレイア・メイヴァー（英語版） - ゾラ家のメイド。のちにエミールの愛人となり、2子をもうける。
- アンブロワーズ・ヴォラール: ロラン・ストケル（フランス語版） - 画商。
- ギ・ド・モーパッサン: フェリシアン・ジュトナー（フランス語版） - 作家。
- カミーユ・ピサロ: ロマン・コタール（フランス語版） - 画家。
- オーギュスト・ルノワール: アレクサンドル・クシュネル - 画家。
- アシル・アンプレール: ロマン・ランクリー（フランス語版） - 画家。
- エドゥアール・マネ: ニコラ・ゴブ（フランス語版） - 画家。
- タンギー爺さん（フランス語版）: クリスティアン・エック（フランス語版） - パリの画材屋兼画商。

## 作品の評価
アロシネによれば、フランスの28のメディアによる評価の平均点は5点満点中2.4点である。
Rotten Tomatoesによれば、49件の評論のうち高評価は53%にあたる26件で、平均点は10点満点中5.4点となっている。
Metacriticによれば、12件の評論のうち、高評価は5件、賛否混在は6件、低評価は1件で、平均点は100点満点中54点となっている。